# Luniz
Luniz er en amerikansk hiphopduo fra Californien.

## Diskografi
- Formally Known As The LuniTunes EP (1994) (genudgivet i 1997 som Bootlegs & B-Sides)
- Operation Stackola (1995)
- Lunitik Muzik (1997)
- Silver & Black (2002)